# خانه خسروی
خانه خسروی مربوط به دوره پهلوی است و در بیرجند، محله قدیمی خیرآباد، جنب دبستان تکتم واقع شده و این اثر در تاریخ ۲۵ اسفند ۱۳۸۰ با شمارهٔ ثبت ۵۱۳۲ به‌عنوان یکی از آثار ملی ایران به ثبت رسیده است.